# Ichneumon ornativentris
Ichneumon ornativentris là một loài tò vò trong họ Ichneumonidae.